# Identidad cultural

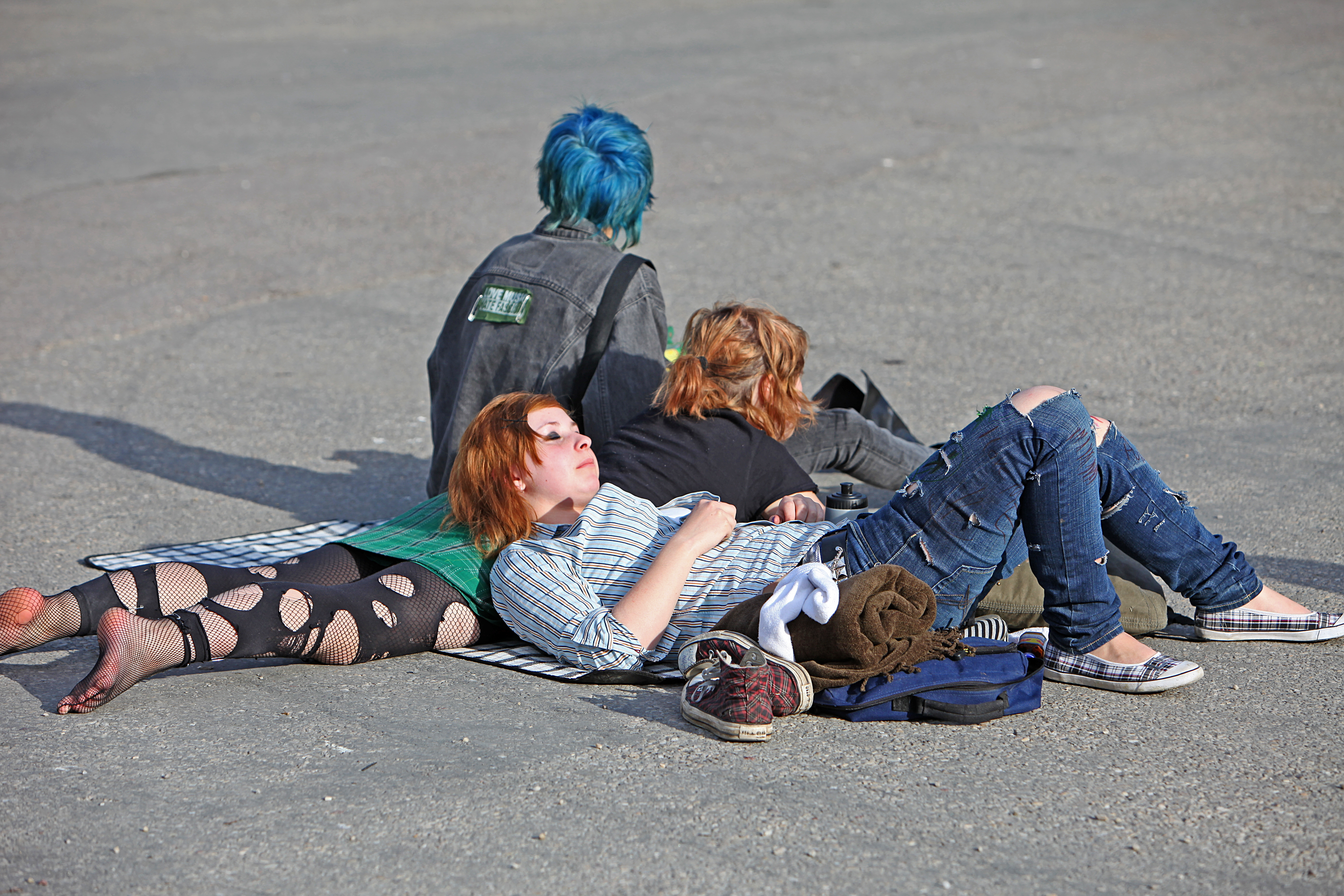
La identidad cultural se puede expresar a través de ciertos estilos de ropa u otros marcadores estéticos.

La identidad cultural es un conjunto de valores, tradiciones, símbolos, creencias y modos de comportamiento que funcionan como elemento cohesionador dentro de un grupo social y actúan como sustrato para que los individuos que lo forman puedan fundamentar su sentimiento de pertenencia. Edward Tylor definía a la cultura como todo aquello que se aprende siendo parte de la sociedad, su moral, su conocimiento, su arte. No obstante, las culturas no son homogéneas; dentro de ellas se encuentran grupos o subculturas que forman parte de su diversidad interna en respuesta a los intereses, códigos, normas y rituales que comparten dichos grupos dentro de la cultura dominante.
A decir de Jaime Fisher, la identidad cultural es el sentido de pertenencia a un determinado grupo social y es un criterio para diferenciarse de otros colectivos. De esta manera, un individuo puede identificarse con alguno o algunos de los contenidos culturales de un grupo social (tradiciones, costumbres, valores) pero -y esto es significativo para comprender el concepto de identidad cultural desde Fisher- dentro de un mismo grupo aparentemente homogéneo existen varias identidades, puesto que cada uno de sus integrantes se identifica con varios -no todos, ni de la misma manera- con los componentes señalados. La multidiversidad, entonces, es ese conjunto de identidades posibles dentro de un mismo grupo. El autor propone tres tipos básicos de identidad cultural y tres tipos distintos de multiculturalismo. A saber, endógeno, exógeno e intercultural. En el primero, un grupo autóctono minoritario se halla políticamente sujeto a un Estado nación con valores occidentales.
La identidad cultural que nace del sentido de pertenencia a una comunidad circunscrita a un lugar está estudiada por Yi-Fu Tuan desarrollando los conceptos de topofilia como vínculo geográfico y el civitio definido como la fuerza que genera actitudes positivas hacia el grupo, entre ellas el deseo de participar en su desarrollo y en la construcción de significados que luego formarán parte de su memoria personal y de la comunidad.

## Procesos de adquisición y cambio de cultura
- Enculturación: Proceso en que la persona  adquiere su cultura.
- Aculturación: Proceso por el que se adquieren elementos de otra cultura en sustitución de los de la propia, generalmente a causa de una conquista o invasión.
- Transculturación: Intercambio de culturas.
- Inculturación: Se da cuando una persona se integra a otras culturas y las acepta.

## Construcción de identidad
La construcción de identidades es “un fenómeno que surge de la dialéctica entre el individuo y la sociedad”. Las identidades se construyen a través de un proceso de individualización por los propios actores para los que son fuentes de sentido y aunque se puedan originar en las instituciones dominantes, sólo lo son si los actores sociales las interiorizan y sobre esto último construyen su sentido. En esta línea, Castells diferencia los roles definidos por normas estructuradas por las instituciones y organizaciones de la sociedad (e influyen en la conducta según las negociaciones entre individuos y dichas instituciones, entre organizando así las funciones) y las identidades definidas como proceso de construcción del sentido atendiendo a un atributo o conjunto de atributos culturales (organizando dicho sentido, entendido como la identificación simbólica que realiza un actor social del objetivo de su acción). De alguna manera, se puede interpretar que se están reforzando las propuestas tendentes a reconocer los procesos de identificación en situaciones de policulturalismo o momentos de identificación que se dan en la sociedad-red, emergiendo pequeños grupos y redes (en plural).

## Críticas a los modelos
Las críticas que se pueden hacer al modelo esencialista son que la cultura no es algo que se hereda totalmente, y por lo tanto, la identidad cultural tampoco puede ser heredada férrea e inflexiblemente. Si así lo fuera, todo el mundo lucharía contra todo el mundo, porque en algún momento del pasado siempre ha habido un conflicto entre dos o más grupos.

## Identidad cultural como oposición a otras
Algunos autores han empezado a estudiar las identidades culturales no solamente como un fenómeno en sí mismas, sino como un fenómeno en oposición a otras identidades culturales. En esta corriente se considera que la identidad cultural se define por oposición a otras. En grupo se define a sí mismo como tal, al notar y acentuar las diferencias con otros grupos y culturas. Según esta corriente, cualquier cultura se define a sí misma en relación, o más precisamente en oposición a otras culturas. Así, la gente que cree pertenecer a la misma cultura, tienen esta idea porque se basan parcialmente en un conjunto de normas comunes, pero la apreciación de tales códigos comunes es posible solamente mediante la confrontación con su ausencia, es decir, con otras culturas, académicamente esto es conocido como la "otredad".
La dinámica de la auto-definición cultural implica un continuo contacto entre culturas. Más aún, esas relaciones nunca son de igualdad, dado que nunca se manifiestan de manera aislada: la complicada red de relaciones creada por la superposición de relaciones políticas, económicas, científicas y culturales, convierte cualquier relación entre dos culturas en una relación desigual.
El hecho mismo de que dentro de una cultura o práctica cultural exista la conciencia de una identidad común, implica que también hay un impulso hacia la preservación de esta identidad, hacia la auto-preservación de la cultura. Si la identidad es construida en oposición a los extraños, las intrusiones de otras culturas implican la pérdida de autonomía y por lo tanto la pérdida de identidad.
Las convenciones compartidas en las que se basa una identidad son frecuentemente implícitas. Para que el funcionamiento interno de una cultura sea posible, ciertas reglas básicas y significados que subrayan su producción son generalmente dadas por hecho por los participantes.
“Las particularidades de un individuo viviente le permiten, por cierto, reconocerse por diferencia respecto al otro, así como le permiten al otro identificarlo entre sus congéneres. Pero diferencias y particularidades sólo cobran sentido a partir del principio subjetivo de identidad.” (Giménez, 2021: 14)